# Айхбаум
Пивоваренная компания «Айхбаум» (нем. Privatbrauerei Eichbaum) находится в Мангейме (Баден-Вюртемберг), в Германии. Она была основана в 1679 году бургомистром Мангейма Жаном дю Шеном (Eichbaum в переводе с немецкого означает «Дуб» или «Айхбаум»).
Сегодня пивоваренная компания Айхбаум принадлежит Actris AG. Дитмар Хопп, один из основателей SAP AG, также владеет Actris.
В Мангейме пиво иногда с любовью называют трупной водой. Пивоварня расположена рядом с кладбищем, а вода для варки напрямую откачивается из земли. Однако это не влияет на качество воды, поскольку несколько водостойких глин защищают воду фонтана от загрязнений. В то время, когда UMUC имел кампус в Мангейме, это пиво было популярным выбором среди его студентов. На некоторых выпускных церемониях были приглашены представители Айхбаума.

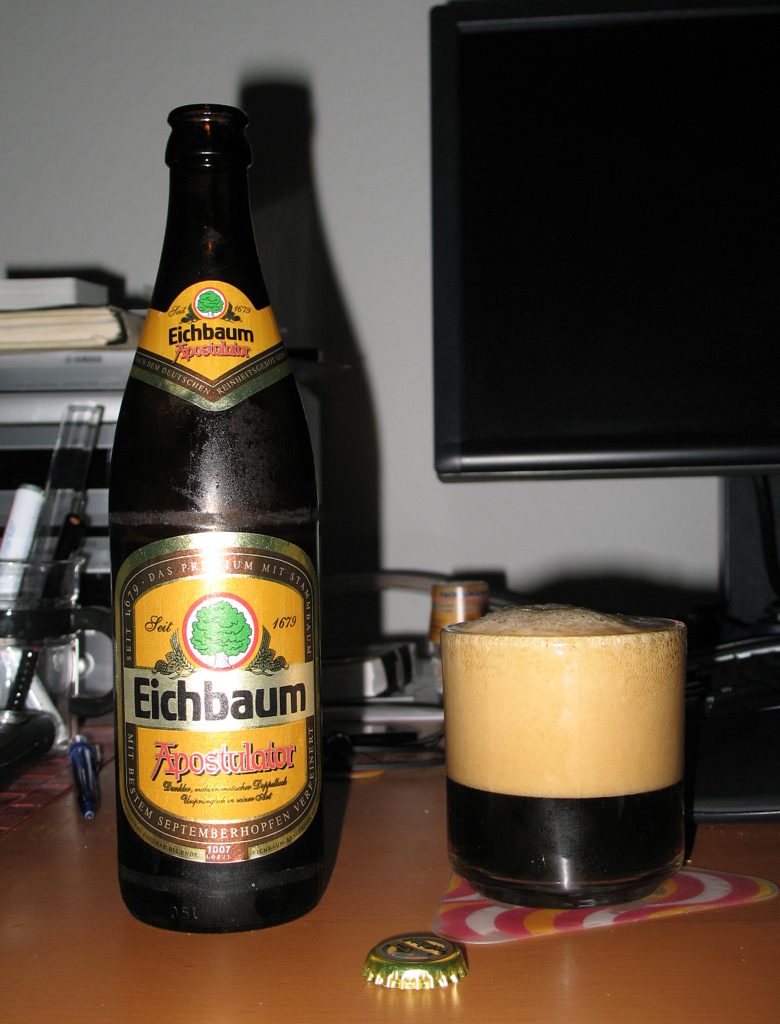
Бутылка и бокал пива Айхбаума "Apostulator"

## Бренды

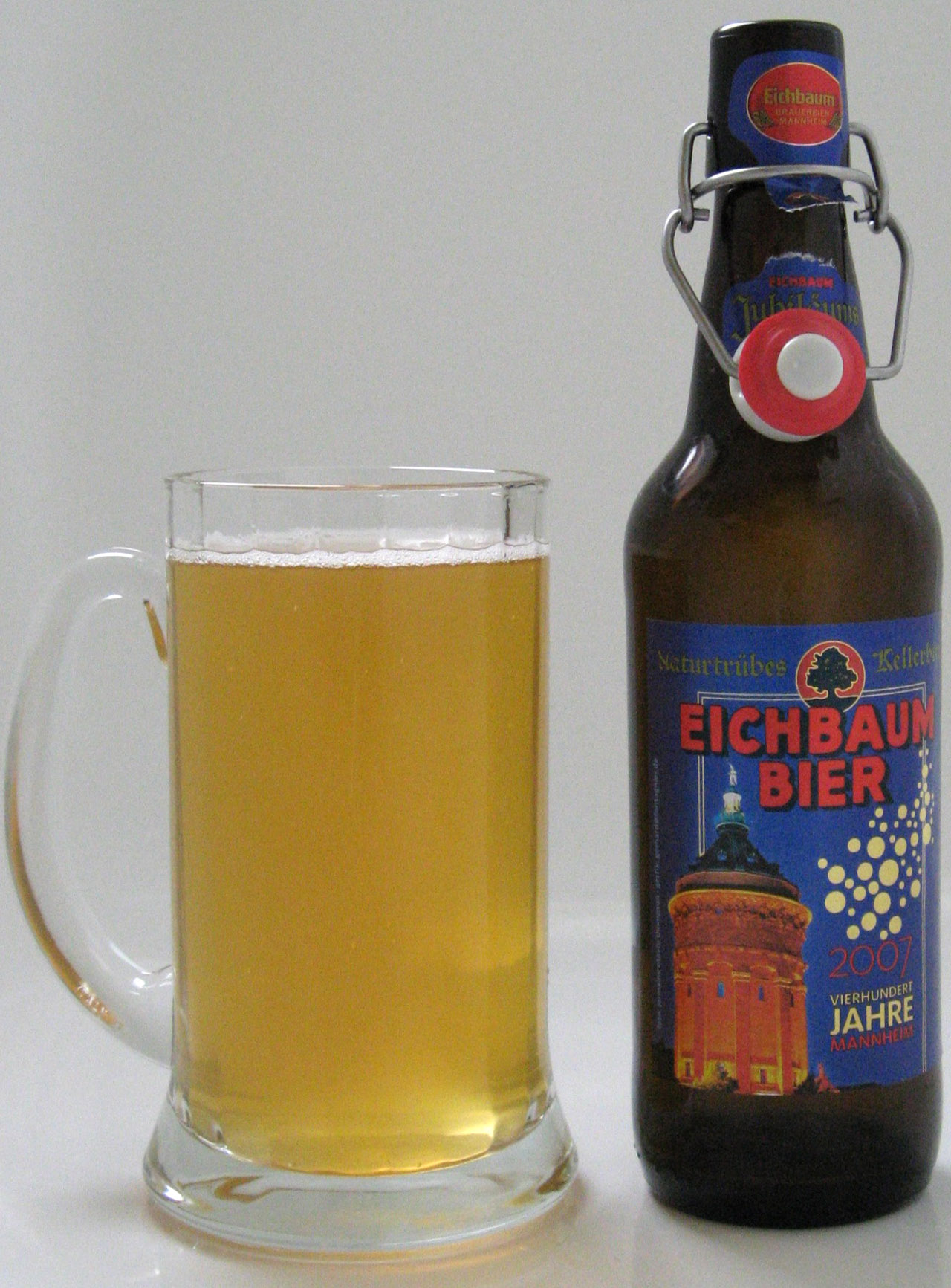
Специальный сорт пива (Цвикельбир) от Айхбаума к 400-летию Мангейма

### Пивоварня Айхбаум, Мангейм
- Eichbaum Ureich Premium Pils
- Eichbaum Ureich Lager
- Eichbaum Pilsener
- Eichbaum Export
- Eichbaum HefeWeizen hell
- Eichbaum HefeWeizen dunkel
- Eichbaum KristallWeizen
- Eichbaum Leichter Typ
- Eichbaum Original Radler
- Eichbaum Kurpfälzer Helles
- Eichbaum Kellerbier
- Eichbaum Rotes Räuberbier
- Eichbaum Kläänes Pils
- Eichbaum Goldener Germane (пиво года 2012)
- Eichbaum Apostulator
- Eichbaum Winterbier
- Eichbaum Braumeisters Limonade (Zitrone Naturtrüb, Orange-Malz, Wilder Holunder)
- Eichbaum Braumeisters Brand (Mirabelle-Malz, Williams-Malz)
- Feuerio-Tropfen
- Apostelbräu
- Eichbaum Ureich Premium Pils Alcohol Free
- Karamalz
- Steam Brew для сети супермаркетов STEAM BREW LIDL